# Hotham
Hotham – wieś w Anglii, w hrabstwie East Riding of Yorkshire. Leży 22 km na zachód od miasta Hull i 257 km na północ od Londynu. W 2001 miejscowość liczyła 256 mieszkańców.